# 博塞 (曼恩-卢瓦尔省)
博塞（法語：Bocé，法語發音：[bɔse] ⓘ）是法国曼恩-卢瓦尔省的一个旧市镇，属于索米尔区。2016年，博塞和相邻的其它8个市镇并入市镇安茹地区博热。

## 地理
博塞（47°30'25"N, 0°4'59"W）面积16.01 平方千米，位于法国卢瓦尔河地区大区曼恩-卢瓦尔省，该省份为法国西部内陆省份，大致对应安茹地区，北起顺时针与马耶讷省、萨尔特省、安德尔-卢瓦尔省、维埃纳省、德塞夫勒省、旺代省、大西洋卢瓦尔省和伊勒-维莱讷省接壤。
与博塞接壤的市镇（或旧市镇、城区）包括：沙特勒内、屈翁、勒盖德尼欧、安茹地区博热。
博塞的时区为UTC+01:00、UTC+02:00（夏令时）。

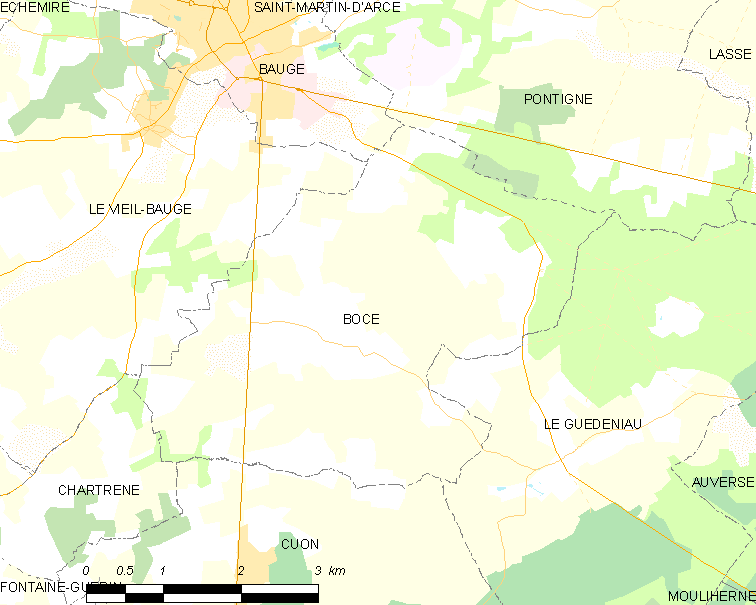
博塞的OSM定位图

## 行政
博塞的邮政编码为49150，INSEE市镇编码为49031。

## 政治
博塞所属的省级选区为安茹地区博福尔县。

## 人口

1962-2008年间博塞人口变化图示

博塞于2018年1月1日时的人口数量为648人。